# Azad Hind
Chính phủ lâm thời Ấn Độ Tự do (tiếng Hindi: आर्ज़ी हुक़ूमत-ए-आज़ाद हिन्द, tiếng Urdu: عارضی حکومت‌ِ آزاد ہند, đã Latinh hoá: Ārzī Hukūmat-e-Āzād Hind) hay chỉ đơn giản gọi là Azad Hind (tiếng Hindi: आर्ज़ी हुक़ूमत-ए-आज़ाद हिन्द, tiếng Urdu: عارضی حکومت‌ِ آزاد ہند) là chính phủ lâm thời của Ấn Độ được thành lập và sáp nhập vào Singapore trong năm 1943.
Chính phủ này là một phần của phong trào chính trị có nguồn gốc từ bên ngoài Ấn Độ với lý do giải phóng Ấn Độ khỏi ách thống trị của thực dân Anh.

## Lịch sử
Kết hợp với Đế quốc Nhật Bản để lật đổ Raj thuộc Anh và giành được độc lập từ Ấn Độ, phong trào dân tộc này đã thể hiện mình là chính phủ lưu vong của Ấn Độ. Nó được công nhận là chính phủ hợp pháp của Ấn Độ bởi các quốc gia phe Trục, bao gồm đặc biệt, bên cạnh Đế quốc Nhật Bản, Đức Quốc xã, Cộng hòa Xã hội Ý hoặc chính phủ hợp tác Trung Quốc.
Subhash Chandra Bose, sau khi liên minh với người Nhật, đến Singapore vào tháng 7 năm 1943 và lãnh đạo Quân đội Quốc gia Ấn Độ, một lực lượng vũ trang độc lập để chiến đấu chống lại quân Đồng minh. Chính phủ lâm thời Ấn Độ tự do được chính thức thành lập vào tháng 10 năm 1943. Vào tháng 11, Subhash Chandra Bose tham gia với tư cách là đại diện của Ấn Độ tại Hội nghị Đông Á do người Nhật tổ chức để tập hợp các thành viên của Khối Thịnh vượng chung Đại Đông Á.
Trong chính phủ độc lập này, Subhash Chandra Bose có tư cách của cả nguyên thủ quốc gia, người đứng đầu chính phủ và bộ trưởng chiến tranh. Lakshmi Swaminathan, một bác sĩ phụ khoa Ấn Độ sống ở Singapore, là bộ trưởng phụ nữ về quyền phụ nữ và người đứng đầu Lữ đoàn Phụ nữ Quân đội Quốc gia Ấn Độ. Chính phủ cũng bao gồm một bộ trưởng tuyên truyền, Subbier Appadurai Ayer và một bộ trưởng tài chính, Atul Chandra Chatterjee, cũng như một số cố vấn cho Subhash Chandra Bose, và đại diện của các lực lượng vũ trang.
Lãnh thổ thuộc Chính phủ lâm thời Ấn Độ tự do chỉ giới hạn ở quần đảo Andaman và Nicobar, bị người Nhật xâm chiếm năm 1942. Tuy nhiên, chính quyền này vẫn hoàn toàn là lý thuyết, các đảo đang được thực hiện bởi Quân đội Đế quốc Nhật Bản. Trong quá trình năm 1944, chính phủ đã có một đại diện tại Port Blair. Subhash Chandra Bose chỉ đến thăm lãnh thổ một lần, để chính thức chiếm hữu nó, và dường như không có bất kỳ liên hệ thực sự nào với dân đảo. Các hoạt động của Chính phủ, trên thực tế, có thể giảm bớt các hoạt động của Quân đội Quốc gia Ấn Độ, đã tham gia Chiến dịch Miến Điện. Quân đội độc lập Ấn Độ đã cùng với Nhật Bản tham gia Chiến dịch U-Go, một cuộc tấn công được tiến hành ở Ấn Độ vào năm 1944 và tham gia trận Imphal.
Chính phủ quốc gia Ấn Độ đã ngừng tồn tại vào tháng 7 năm 1945 với việc rút quân Nhật khỏi Miến Điện và Singapore. Trên đường chạy đến Nhật Bản, Subhash Chandra Bose rõ ràng đã biến mất trong một vụ tai nạn máy bay ở Đài Loan.